# Wereldverbond van Verenigingen voor de Verenigde Naties
Het Wereldverbond van verenigingen voor de Verenigde Naties (WFUNA, World Federation of United Nations Associations) is een samenwerkingsverband van nationale en regionale verenigingen die zich inzetten voor de doelstellingen van de Verenigde Naties (United Nations Associations, UNA).
De WFUNA heeft in de Nederlandstalige gebieden de volgende leden:
- Nederland: Nederlandse Vereniging voor de Verenigde Naties (NVVN);
- Vlaanderen: Vereniging voor de Verenigde Naties (VVN);
- Overig: Studentenvereniging voor Internationale Betrekkingen (SIB).

Het verbond is opgericht in 1946 in Luxemburg en heeft kantoren in New York en Genève. Het is als niet-gouvernementele organisatie (NGO) erkend door de Economische en Sociale Raad van de Verenigde Naties (Ecosoc) en door diverse andere VN-instellingen.
De NVVN heeft goodwillambassadeurs.